# Frans Kuijpers

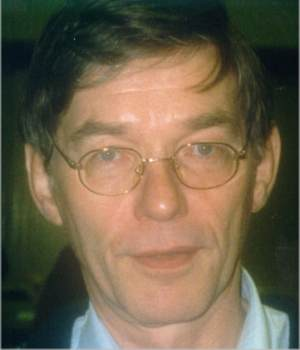
Frans Kuijpers in 2004 (foto Dimitri Reinderman)

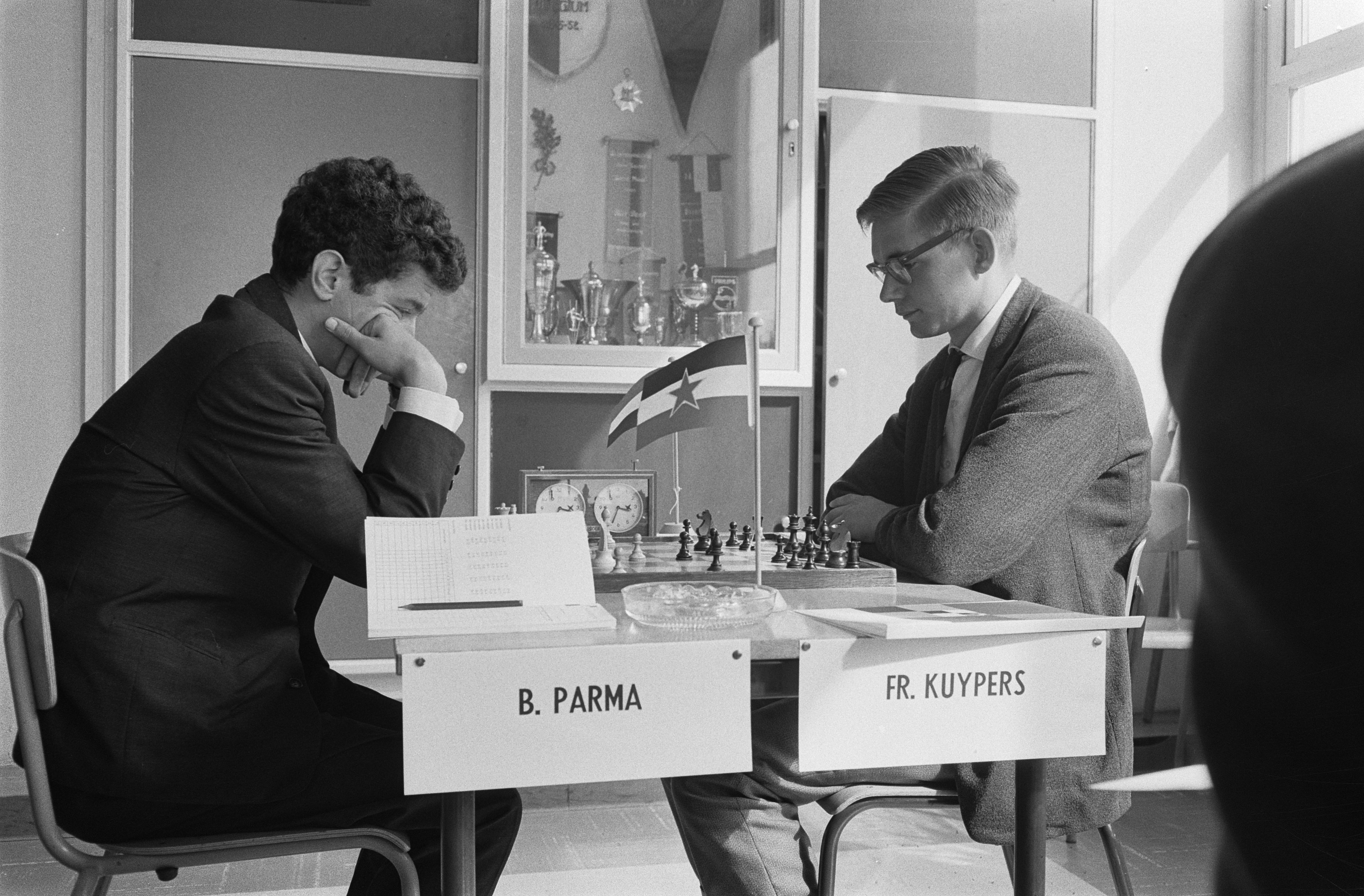
Bruno Parma vs. Frans Kuijpers, Amsterdam 1963

Franciscus (Frans) Antonius Kuijpers (Ginneken en Bavel, 27 februari 1941 – Heeze, 25 mei 2024) was een Nederlandse schaker met FIDE-rating 2246 in 2017. Hij is sinds 1964 internationaal meester (IM) en zijn KNSB-rating was sinds augustus 2008 2220.
In 1963 werd Kuijpers schaakkampioen van Nederland. Hij speelde bij ZZICT te Breda van welke vereniging onder andere ook Jan Timman, Ivan Sokolov en Loek van Wely lid zijn.
In 2002 speelde Kuijpers mee in het Donner rapidschaaktoernooi dat door Gert Ligterink gewonnen werd.
Hij is de schrijver van "Honderd jaar schaak in meesterpartijen". 
In 2014 verscheen het door Jules Welling geschreven boek Frans Kuijpers - een schakersleven.

## Externe koppelingen
- (en)   Informatie over schaakpartijen van Frans Kuijpers op ChessGames.com
- (en)  FIDE-ratinggegevens voor Frans Kuijpers